# Клаус Хаселман
Кла̀ус Фѐрдинанд Ха̀селман (на немски: Klaus Ferdinand Hasselmann, [klaʊ̯s ˈhasl̩ˌman]) е германски океанограф и климатолог.

## Биография
Роден е на 25 октомври 1931 година в Хамбург в семейството на журналист социалдемократ, който през 1934 – 1948 година живее като политически бежанец в Англия. След връщането си в Германия, през 1955 година завършва физика и математика в Хамбургския университет, а през 1957 година защитава докторат по физика в Гьотингенския университет. Работи в Хамбургския университет (1957 – 1961, 1966 – 1975) и Калифорнийския университет – Сан Диего (1961 – 1964), а през 1975 година основава Института за метеорология „Макс Планк“ в Хамбург, който оглавява до 1999 година. Известен е със своя модел теорията на изменението на климата, обясняващ червения шум в климатичните данни.
През 2021 година получава Нобелова награда за физика, заедно с Джорджо Паризи и Сюкуро Манабе, „за физичното моделиране на земния климат, оценяващо променливостта и надеждността в предвиждането на глобалното затопляне“.